# Weiswampach
Weiswampach (lb. Wäiswampech) − miejscowość i gmina (gemeng / commune / Gemeinde) w północnym Luksemburgu, siedziba administracyjna kantonu Clervaux. Do 3 października 2015 gmina leżała w dystrykcie Diekirch.

## Podział administracyjny
Do gminy należy 13 miejscowości, w tym siedem (Uertschaft) oraz sześć lieu-dit:
1. Beiler (Beeler)
2. Binsfeld (Bënzelt)
3. Breidfeld (Breedelt)
4. Holler
5. Holler-Moulin (Hollermillen / Hollermühle), lieu-dit
6. Kaesfurt (Kéisfuert / Käsfurt), lieu-dit
7. Kleemühle (Kléimillen), lieu-dit
8. Lausdorn (Lausduer), lieu-dit
9. Leithum (Leetem)
10. Maulusmühle (Maulesmillen), lieu-dit
11. Rossmühle (Rossmillen), lieu-dit
12. Weiswampach (Wäiswampech)
13. Wemperhardt (Wemperhaart)